# Olesya Rulin
Olesya Rulin, född 17 mars 1986 i Moskva i dåvarande Sovjetunionen, är en rysk-amerikansk skådespelare. Hon är mest bekant för att ha spelat Kelsi Nielson i filmerna High School Musical, High School Musical 2 och High School Musical 3 Senior Year. Hon kan spela piano som sin rollfigur men i de mest krävande scenerna är det en professionell pianist som spelar.